# Le Tronquay (Calvados)
Le Tronquay é uma comuna francesa na região administrativa de Normandia, no departamento de Calvados. Estende-se por uma área de 13,07 km². Em 2010 a comuna tinha 788 habitantes (densidade: 60,3 hab./km²).